# Park Hye-jeong
Park Hye-jeong, née le 12 mars 2003, est une haltérophile sud-coréenne. Elle est l’une des femmes les plus fortes du monde.

## Biographie
Park Hye-jeong naît le 12 mars 2003.

### Carrière
Elle commence sa carrière d'haltérophile à Ansan alors qu'elle est en première année au collège Seonbu, et en 2019, elle est sélectionnée pour l'équipe nationale des jeunes sud-coréennes et participe aux Championnats asiatiques d'athlétisme des jeunes 2019  qui se tiennent à Pyongyang, elle établit de nouveaux records de jeunesse avec 110 kg à l'arraché, 145 kg à l'épaulé-jeté et 255 kg au total, battant Aysamal Sansizbayeva (Kazakhstan) et Tang Zhiji (Taipei, Chine) pour remporter le titre,.
Sélectionnée comme membre de l'équipe nationale junior 2022, elle  participe aux Championnats du monde juniors d'haltérophilie 2022 qui se  déroulent à Héraklion, en Grèce, en mai dernier, et remporte des médailles d'or avec des records de 120 kg à l'arraché et de 161 kg à l'épaulé-jeté. En juillet de la même année, elle participe aux Championnats asiatiques juniors de 2022 à Tashkent, en Ouzbékistan, où elle remporte des médailles d'or, battant Sansizbayeva avec des records de 115 kg à l'arraché, 155 kg à l'épaulé-jeté, et 270 kg au total

### Compétence en haltérophilie
La technique d'haltérophilie de Park Hye-jeong se distingue de celle de ses concurrentes. Lors de la Coupe du monde 2024 en Thaïlande - la dernière chance de se qualifier pour les Jeux olympiques - son épaulé-jeté est décrit comme « une technique différente qu'elle seule connaît », qui est « solide », « énergique » et « précise ».

### Championnats du monde 2023
Elle est sélectionnée pour l'équipe nationale senior et se qualifie pour les Championnats du monde d'haltérophilie 2022, qui se déroulent en Colombie en décembre. Lors de cette compétition, elle se classe 8e avec 119 kg à l'arraché, 155 kg à l'épaulé-jeté et 274 kg au total. L'année suivante, en mai 2023, elle participe aux Championnats d'Asie 2023 à Jinju, en Corée du Sud, et remporte la médaille d'argent avec des records de 127 kg à l'arraché, 168 kg à l'épaulé-jeté et 295 kg au total. Plus tard, lors des Championnats du monde d'haltérophilie 2023 qui se tiennent à Riyad, en Arabie saoudite, en septembre, elle remporte la première place à l'arraché et à l'épaulé-jeté avec 123 kg, un épaulé-jeté de 165 kg, et un total de 289 kg,.

### Jeux olympiques de Paris 2024
Elle participe aux Jeux olympiques d'été de 2024 à Paris, en France. Elle soulève 131 kg à l'arraché (ce qui est son record personnel), puis 168 kg à l'épaulé-jeté. Son score total de 299 points lui rapporte une médaille d'argent et établit un nouveau record de score de levage pour la Corée du Sud. Elle partage le podium avec la Chinoise Li Wenwen, qui remporte la médaille d'or, et la Britannique Emily Campbell, qui remporte la médaille de bronze. Après la compétition, Park Hye-jeong poste sur Instagram :
« Beaucoup de choses se sont produites lors de la préparation des Jeux Olympiques de Paris. Grâce au personnel de la Fédération d'haltérophilie, à l'entraîneur et à ma famille aimante, je pense que j'ai pu arriver jusqu'ici en surmontant les difficultés. . . Grâce à ces Jeux Olympiques, je pense avoir acquis une force que je n'avais jamais eue grâce au soutien et aux conseils de nombreuses personnes et aux applaudissements nourris de ceux qui sont venus au stade. ».

### Jeux olympiques de Los Angeles 2028
Selon son post Instagram, Park Hye-jeong dit qu'elle prévoit de participer à la prochaine compétition olympique en 2028. Elle écrit :
« J'aimerais vous demander de vous intéresser à l'haltérophilie coréenne à partir de maintenant, et je ferai de mon mieux pour viser une médaille d'or aux Jeux olympiques de Los Angeles. ».

## Dans la fiction
En 2024, elle apparaît dans l'épisode 519 de I Live Alone, une série de télé-réalité coréenne populaire, où elle montre son quotidien dans un dortoir d'athlètes, s'entraînant avec d'autres haltérophiles et suivant les instructions de son entraîneur. Elle se montre comme une personnalité chaleureuse, avec un sens de l'humour et de bonnes relations avec ses collègues athlètes masculins. Elle a une vie unique en tant que femme athlète en Corée où elle vit dans un dortoir avec des athlètes principalement masculins, où elle a son propre petit appartement dans l'immeuble, mais mange et s'entraîne avec ses pairs masculins tous les jours. Elle apparaît également dans les épisodes 263 à 264 de Boss in the Mirror, une autre émission de téléréalité coréenne.